# Pteraeolidia ianthina
Pteraeolidia ianthina (Angas, 1864) è un mollusco nudibranco della famiglia Facelinidae.